# Хенкин, Леон
Леон Альберт Хе́нкин (также в источниках встречается вариант фамилии Ге́нкин; англ. Leon Albert Henkin, 19 апреля 1921 — 1 ноября 2006) — американский математик, один из ведущих специалистов XX века в области математической логики.

## Биография
Родился в 1921 году в Бруклине в еврейской семье эмигрантов из Гомеля (Российская империя) Ашера Хенкина и Розы Голдберг. Так как в это время газета «The New York Times» опубликовала серию статей о теории относительности Альберта Эйнштейна, то отец, веря в большое будущее сына, дал ему второе имя «Альберт». Леон Хенкин окончил Колумбийский колледж при Колумбийском университете, в 1941 году получив степень бакалавра, а в 1942 — магистра. Во время Второй мировой войны участвовал в Манхэттенском проекте.
После войны учился в Принстонском университете, где под руководством Алонзо Чёрча в 1947 году получил степень Ph.D. После этого он ещё два года пробыл аспирантом в Принстоне, в 1949 году переехал на запад и стал работать на математическом факультете университета Южной Калифорнии, а с 1953 года стал профессором математики в Калифорнийском университете в Беркли. В Беркли его приглашали и ранее, но предыдущее приглашение он отклонил, так как тогда поступление на работу в университет требовало принесение клятвы верности, которая в 1953 году была признана неконституционной. В 1958 году он стал полным профессором Калифорнийского университета в Беркли.
В 1959—1960 годах был первым главой созданной в Беркли междисциплинарной Группы по логике и методологии науки (Group in Logic and the Methodology of Science). В 1960-х годах он обратил внимание на то, что многие девушки и представители различных национальных меньшинств даже будучи талантливыми в области математики не выбирают впоследствии в колледжах карьеру, связанную с математикой, и его деятельность привела к созданию в 1964 году в Беркли Специального комитета по образованию (Special Scholarships Committee), состоящего из нобелевских лауреатов и чиновников высокого ранга от образования. Комитет изучил проблему и разработал специальную программу поддержки талантливых студентов, которая два года спустя послужила моделью для аналогичной программы федерального уровня, а также впоследствии для сотен аналогичных университетских программ по всем Соединённым Штатам. Хенкин возглавлял Специальный комитет по образованию в течение сорока лет.
В 1970-х годах Леон Хенкин и его бывший студент Ури Трейсмэн обратили внимание, что многие успешные школьники не проявляют успехов в колледже из-за плохой приспособленности к новым условиям и неуверенности в том, что требуется для успеха в науке вообще и в математике в частности. В 1974 году они открыли Программу профессионального развития (Professional Development Program), помогавшую справиться с этим проблемами студентам, занимающимся математикой и смежными областями. Программа оказалась успешной, и у неё стали появляться многочисленные клоны, которые в 1992 году были объединены в Коалицию за отличия и многообразие в математике, науке и инженерии (Coalition for Excellence and Diversity in Mathematics, Science and Engineering), получившую в 1998 году награду от президента Билла Клинтона.
В 1983 году Хенкин сыграл центральную роль в развитии Bay Area Mathematics Project, нацеленного на улучшение преподавания математики в школах. В 1989 году Хенкин и Трейсмэн запустили программу летних математических школ. Программа действовала десять лет и была закрыта из-за отсутствия финансирования. Также в 1989 году он принял участие вместе с другими учёными в работе комиссии по изучению математической грамотности в США, которая привела к выработке рекомендаций по изменениям в преподавании математики.

## Научные достижения
В 1947 году Леон Хенкин защитил докторскую диссертацию «Полнота формальных систем», в которой предложил абсолютно новое доказательство теоремы Гёделя о полноте логики первого порядка. Введённые в этом доказательстве «константы Хенкина» стали одним из базовых инструментов новой ветви математической логики — теории моделей. Помимо логики Хенкин также интересовался и алгеброй, и в 1971 году опубликовал в соавторстве с Дональдом Монком и Альфредом Тарским большую работу «Цилиндрические алгебры».

## Награды
- Премия имени Шовене (1964)
- Премия имени Лестера Форда-старшего (1972)
- Gung and Hu Award for Distinguished Service to Mathematics (1991)